# Oficina de Desarrollo de Asia Oriental
La Oficina de Desarrollo del Asia Oriental (興亜院 Kōain) fue una agencia de nivel ministerial en el Imperio del Japón que operó entre 1938 y 1942. Fue creada el 18 de noviembre de 1938 bajo la primera administración de Konoe para coordinar la política del gobierno respecto a China. Inicialmente fue diseñada para patrocinar el desarrollo industrial y comercial en China para impulsar el apoyo al gobierno japonés en los territorios ocupados. Sin embargo, la agencia fue usurpada rápidamente por el Ejército Imperial Japonés y se convirtió en una herramienta para el trabajo forzado y la esclavitud en las minas y las industrias de guerra. Fue absorbida por el Ministerio de la Gran Asia Oriental en 1942.

## Historia
La segunda guerra sino-japonesa no se resolvió rápidamente como lo había prometido el ejército, y el Primer Ministro Fumimaro Konoe autorizó el establecimiento de una agencia central para coordinar todas las actividades gubernamentales e iniciativas económicas en la parte continental de China, además del tema de la cooperación formal. así como las relaciones diplomáticas, que quedaron dentro del ámbito del Ministerio de Asuntos Exteriores. La intención era que el Kōain patrocinara el desarrollo industrial y comercial, creando puestos de trabajo e infraestructuras, y así aumentar el apoyo para el gobierno japonés en los territorios ocupados.
El Kōain estableció sucursales en toda la China ocupada por los japoneses; sin embargo, sus actividades fueron rápidamente usurpadas por el Ejército Imperial Japonés, que esperaba limitar toda participación civil en China y luego nombró al General Yanagawa Heisuke para supervisar sus operaciones. Según el historiador Timothy Brook, algunos miembros del ejército de Kōain se manifestaron en contra de la expansión del conflicto en China durante 1939-1940, instando a una verdadera independencia de los estados colaboracionistas patrocinados por los japoneses y, en consecuencia, fueron castigados por sus opiniones por los oficiales del Ejército.

Según la historiadora china Zhifen Ju, el Kōain implementó un sistema de trabajo forzado. Ella señala que hasta 1942, al menos cinco millones de civiles chinos del norte de China y Manchukuo fueron esclavizados para trabajar en minas e industrias de guerra. El Kōain también participó directamente en la provisión de fondos a los comerciantes de opio en China en beneficio de los gobiernos colaboracionistas en Nankín, Manchukuo y Mengjiang. Este documento corrobora la evidencia analizada anteriormente por el Tribunal Penal Militar Internacional para el Lejano Oriente que declaró:
"Japón, después de haber firmado y ratificado las convenciones de opio, estaba obligado a no participar en el tráfico de drogas, pero encontró en la supuesta pero falsa independencia de Manchukuo una oportunidad conveniente para llevar a cabo un tráfico de drogas en todo el mundo y echar la culpa a ese estado títere ( ...) En 1937, se señaló en la Sociedad de Naciones que el 90% de todas las drogas blancas ilícitas en el mundo eran de origen japonés... ".
El Kōain fue absorbido por el Ministerio de la Gran Asia Oriental en noviembre de 1942.